# Universidade FUMEC
A Universidade FUMEC é uma instituição de ensino superior sediada no município de Belo Horizonte, capital do estado de Minas Gerais, no Brasil. Sua mantenedora é a Fundação Mineira de Educação e Cultura, pessoa jurídica de direito privado, sem fins lucrativos.
Criada em 1965, a instituição oferece 36 opções de graduação, um superior sequencial de formação específica, 29 cursos de pós-graduação lato sensu, 6 cursos  de mestrado, dois de doutorado e um pós-doutorado em administração.
Além desses cursos, a universidade oferece 13 cursos de graduação tecnológica nas áreas de Gestão Comercial, Tecnologia da Informação, Gestão de Recursos Humanos, Gestão financeira, Marketing, Redes de Computadores e os cursos de Fotografia e Jogos Digitais, exclusivos no estado de Minas Gerais.
A universidade é composta por três faculdades:
- a Faculdade de Ciências Empresariais (FACE);
- a Faculdade de Ciências Humanas, Sociais e da Saúde (FCH); e
- a Faculdade de Engenharia e Arquitetura (FEA).

A Universidade FUMEC é considerada a 2ª melhor instituição privada de ensino superior de Minas Gerais, segundo a Folha de S.Paulo (RUF 2014).
Em 2010 a FUMEC realizou a primeira aliança acadêmica com a Apple na América Latina e, atualmente, é a única universidade de Minas Gerais com laboratório Mac desenvolvido em parceria com a multinacional norte-americana.
Em seus mais de 50 anos de existência, essa instituição de ensino se posiciona como uma das mais respeitadas do Brasil. E como instituição sem fins lucrativos, seus investimentos são direcionados para a qualidade da formação dos alunos.
A Fumec oferece cursos de pós-graduação em diversas áreas.

## Cursos

### Graduação
- Administração
- Arquitetura e Urbanismo
- Biomedicina
- Ciência da Computação
- Ciências Aeronáuticas
- Ciências Contábeis
- Comunicação Social - Jornalismo
- Comunicação Social - Publicidade e Propaganda
- Design de Interiores
- Design de Moda
- Design de Produto
- Design Gráfico
- Direito
- Educação Física (a distância)
- Engenharia Aeronáutica
- Engenharia Ambiental
- Engenharia Bioenergética
- Engenharia Biomédica
- Engenharia Civil
- Engenharia de Produção Civil
- Engenharia Química
- Engenharia Elétrica
- Engenharia de Telecomunicações
- Estética
- Negócios Internacionais
- Pedagogia (a distância)
- Psicologia

### Superiores de Tecnologia
- Computação Gráfica
- Fotografia
- Gestão da Segurança Privada
- Gestão da Tecnologia da Informação
- Gestão Financeira
- Gestão de Recursos Humanos
- Gestão Comercial
- Jogos Digitais
- Logística
- Marketing
- Manutenção de Aeronaves

### Mestrado
- Administração
- Estudos Culturais Contemporâneos
- Direito e Instituições Política
- Minter — Mestrado Interinstitucional em Administração
- Sistema de Informação e Gestão do Conhecimento
- Processos Construtivos

### Doutorado
- Administração
- Sistemas de Informação e Gestão do Conhecimento

### Pós-Doutorado
- Administração